# التجديف في أولمبياد 2004
في رياضة التجديف في الألعاب الأولمبية الصيفية الثامنة والعشرون تنافس المتسابقون على 16 ميدالية ذهبية، وتنوعت المسابقات بين فردي وزوجي وفرقي وتراوحت المسافات من 500 متر إلى 1000 متر في المياه الساكنة وفي مسابقة التجديف في المياه المتحركة اقتصرت اللعبة على النطاق الفردي والزوجي. كانت إسرائيل الدولة الوحيدة من الشرق الأوسط لتشارك في هذه اللعبة ولم تحصل على اية ميدالية.

## ترتيب الفرق
| الترتيب | الدولة   |   |   |   |   |
| 1.      | ألمانيا  | 4 | 4 | 1 | 9 |
| 2.      | هنغاريا  | 3 | 1 | 2 | 6 |
| 3.      | سلوفاكيا | 2 | 1 | 1 | 4 |
| 4.      | فرنسا    | 2 | 0 | 1 | 3 |